# Équipe Cousteau
Pour les articles homonymes, voir Cousteau.
Équipe Cousteau (à l'origine Fondation Cousteau jusqu'en 1992) est une association française loi de 1901 à but non lucratif d'exploration océanographique et de protection de la nature fondée en 1981 par le commandant Jacques-Yves Cousteau (1910-1997). Son siège est à Paris et elle est actuellement présidée par la seconde épouse du Commandant (Francine Cousteau).  

## Historique
Cousteau quitte la Marine nationale en 1949 pour fonder les Campagnes océanographiques françaises (COF) en 1950 et le mécène Loël Guiness achète son célèbre navire océanographique Calypso pour produire des films documentaires sur et sous toutes les mers du globe. 
En 1956, il est récompensé de la Palme d'or du Festival de Cannes et en 1957 l'Oscar du meilleur film documentaire 1956 pour Le Monde du silence, coréalisé avec Louis Malle, film qui contribue à faire sa célébrité et sa popularité sur toute la planète. 
En 1957, il est élu à la direction du Musée océanographique de Monaco et fut l'un des rares étrangers admis à l'Académie des Sciences des États-Unis.
En 1974, il crée The Cousteau Society aux États-Unis, vouée à la protection de la nature et à l'amélioration de la qualité de la vie pour les générations actuelles et futures. En France, son entreprise de production se nomme humoristiquement Les requins associés (LRA). 
En 1981, il crée, avec l'écrivain Yves Paccalet, la « Fondation Cousteau », un groupe qui l'accompagnera dans ses explorations sur toute la planète. À la mort de Jacques-Yves Cousteau, sa seconde épouse, Francine Cousteau, hérite de la majorité de ses biens et lui succède. 
En 1992, la Fondation Cousteau change son nom en « Équipe Cousteau » en raison de l'obligation légale résultant des lois du 23 juin et du 4 juillet 1990.
En 1999, à la suite de dissensions dans la famille, Jean-Michel Cousteau, le fils aîné de son premier mariage avec Simone Melchior, fonde l'Ocean Futures Society aux États-Unis pour succéder à l’œuvre de son père. 
En France, Jean-Michel Cousteau, qui a hérité des locaux Villa Wagram à Paris et de la villa Baobab à Sanary, entreprend en novembre 2005, sans succès, de faire valoir ses droits  d'héritage sur la Calypso devant la justice contre Francine Cousteau, seconde épouse, cohéritière du commandant et présidente de l'Équipe Cousteau.

## Activités
- Protection de la nature et amélioration de la qualité de la vie pour les générations actuelles et futures.
- Exploration des océans de la planète et sensibilisation de l'humanité à la nécessité de protéger les mers et la nature pour sauvegarder la vie sur terre.
- La protection des mammifères marins.
- Le développement durable de la pêche industrielle.
- La protection des milieux marins littoraux, récifs coralliens…
- L'éducation écologique de l'humanité par des conférences, rencontres avec les dirigeants du monde, livres, films documentaires, etc.

## Les «Mousquemers»
« Les Mousquemers » est le nom donné par Philippe Tailliez en 1975 à la première équipe de plongeurs-explorateurs-cinéastes dont Jacques-Yves Cousteau fit partie avant la Calypso : « Nous étions unis comme les trois mousquetaires, mais mousque-terre cela fait trop terrestre, alors je propose le terme de mousque-mer », raconte-t-il non sans malice, « comme eux, nous étions quatre avec le mécanicien qui fourbissait tous nos engins ; de fait, nous avons été de vrais Mousquemers ! ». Cette équipe comprenait trois marins militaires du Groupe de Recherches Sousmarines (GRS, ultérieurement Groupe d'Études et de Recherches Sousmarines - GERS) et un civil :
- Philippe Tailliez, commandant du GRS-GERS ;
- Jacques-Yves Cousteau, logisticien et cinéaste ;
- Léon Vêche, officier ingénieur mécanicien de la marine, ingénieur des mines, ingénieur des arts et métiers ;
- Frédéric Dumas, archéologue amateur, civil.

À cette première équipe de la Marine, qui est à l'origine des Écoles de plongée militaires (actuellement CEPHISMER) se sont ajoutés ultérieurement Jean Alinat, Maurice Fargues, Guy Morandière, Jean-Paul Pinard et d'autres.

## L'Équipe Cousteau
- Le Commandant Jacques-Yves Cousteau
- Simone Cousteau
- Jean-Michel Cousteau
- Philippe Cousteau
- Francine Cousteau
- Jeff Tremblay, second capitaine, explorateur
- Albert Falco, patron de la Calypso
- André Laban, ingénieur-chimiste et peintre sous-marin, Précontinent III
- Clément Manakdjian, OFRS, Précontinent I, II et Précontinent III, SP-350
- Yves Paccalet, écrivain, coauteur
- Raymond Coll, plongeur chef, pilote sous-marin soucoupe (SP-350)
- Christian Bonnici, plongeur chef
- Dominique Sumian, plongeur chef
- Guy Jouas, ingénieur du son
- Bernard Delemotte, plongeur chef
- Jacques Delcoutere, plongeur
- Riquet Goiran, plongeur
- Marcel Ichac
- Jacques Ertaud
- François Sarano, docteur en biologie marine, directeur scientifique des expéditions
- Dominique Serafini, auteur de bandes dessinées
- Denis Ody
- Claude Wesly, Diogène, Précontinent I, II et III
- Jacques Roux, dit Gaston, ingénieur électricien

- Isabelle Erard-Cerceau, rédactrice-en-chef de Calypso Log
- Olivier Chemineau, second capitaine, navigateur

## Financement
Répartition (données 2001) :
- 38 % par les donateurs
- 32 % par les adhérents
- 22 % par les abonnés de la revue « Calypso Log »
- 8 % par d'autres moyens.

Autres informations :
- Les deux fondations cumulent un budget annuel d'environ 14 millions de dollars[1]
- Cotisations Équipe Cousteau : 3,7 millions de dollars (2005), 3,7 millions de dollars (2006). Francine Cousteau préside la Cousteau Society pour un salaire d'un peu plus de 200 000 dollars[2]
- La restauration de la Calypso devait s'achever en 2010 pour 2 millions d'euros, est désormais prévue pour 1998 avec un coût de près de 10 millions d’euros[3].
- Le budget du film L'Odyssée est de 35 millions d'euros[4]. Il n'a pas été produit par les fondations Cousteau.